# Saga (keizer)
Keizer Saga (嵯峨天皇, Saga-tennō, 786–842) was de 52e keizer van Japan volgens de traditionele volgorde. Hij regeerde van 809 tot 823. Zijn regeerperiode bevat daarmee twee periodes van de Japanse geschiedenis; de Daidō-periode (806-810) en de Kōnin-periode (810-824)

## Genealogie
Voor Saga keizer werd, was zijn persoonlijke naam (imina) Kamino-shinnō.
Saga was de tweede zoon van keizer Kammu en diens keizerin Fujiwara no Otomuro. Hij was de jongere broer van keizer Heizei.
Saga had negen keizerinnen en hofdames, met wie hij in totaal 47 kinderen kreeg.
Saga's kleinzoon, Minamoto no Tōru, is vermoedelijk de inspiratiebron geweest voor de protagonist in de roman Genji Monogatari.

## Gebeurtenissen tijdens Saga’s leven

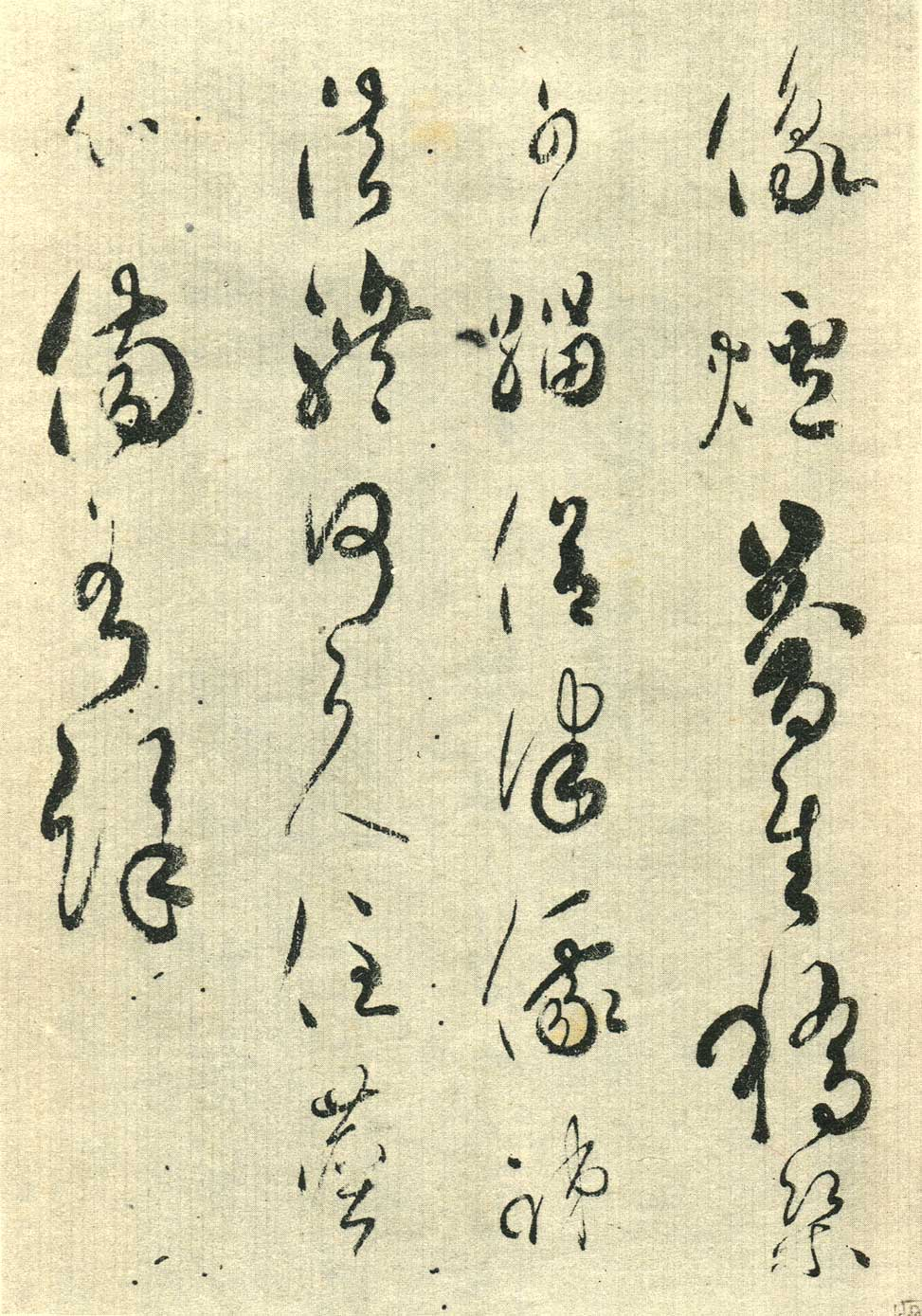
Rouw voor de nobele Saichō (哭最澄上人), geschreven door Saga ter nagedachtenis van de dood van Saichō.

Saga volgde zijn broer op toen die vanwege een ziekte troonsafstand deed. Dit gebeurde op de 1e dag van de vierde maand van 809 volgens de traditionele Japanse kalender.
Tijdens zijn regeerperiode kreeg Saga het een paar maal aan de stok met zijn broer, die de hoofdstad graag terug wilde verplaatsen naar Nara. Toen Saga zelf gezondheidsproblemen kreeg, greep Heizei deze kans aan om een opstand tegen Saga te beginnen. Troepen loyaal aan Saga, geleid door shogun Sakanoue no Tamuramaro, wisten de opstand echter neer te slaan.
Saga was onderwezen in Chinese klassiekers. Tevens was hij ervaren in kalligrafie. Volgens een volkslegende was hij de eerste Japanse keizer die thee dronk.
Saga speelde een belangrijke rol als aanhanger van de boeddhistische monnik Kūkai. De keizer hielp Kūkai om de Shingonschool voor boeddhisme op te zetten door hem de Tojitempel te schenken.
Na een regeerperiode van 14 jaar deed Saga troonsafstand ten gunste van zijn broer. Op de 15e dag van de 7e maand van 842 stierf Saga op 57-jarige leeftijd.
* Regent Jingu staat niet op de traditionele lijst.